# Spectres
Spectres je páté studiové album americké hardrockové kapely Blue Öyster Cult. Vydáno bylo v listopadu roku 1977 společností Columbia Records. Nahráno bylo ve studiu Record Plant v New Yorku. V hitparádě Billboard 200 se deska umístila na 43. příčce. Spolu se členy kapelu produkovali Murray Krugman, Sandy Pearlman a David Lucas, tedy stejní producenti, kteří se podíleli na předchozím albu Agents of Fortune (1976).

## Seznam skladeb
1. Godzilla – 3:41
2. Golden Age of Leather – 5:53
3. Death Valley Nights – 4:07
4. Searchin' for Celine – 3:35
5. Fireworks – 3:14
6. R. U. Ready 2 Rock – 3:45
7. Celestial the Queen – 3:24
8. Goin' Through the Motions – 3:12
9. I Love the Night – 4:23
10. Nosferatu – 5:23

## Obsazení
- Eric Bloom – zpěv, kytara
- Donald „Buck Dharma“ Roeser – kytara, zpěv
- Allen Lanier – kytara, klávesy, zpěv
- Joe Bouchard – baskytara, kytara, zpěv
- Albert Bouchard – bicí, harmonika, zpěv
- chlapecký sbor z Newarku (New Jersey)